# Tour de France 2007/8. Etappe
| Ergebnis der 8. Etappe            | Ergebnis der 8. Etappe | Ergebnis der 8. Etappe  |
| --------------------------------- | ---------------------- | ----------------------- |
| Etappe 8                          |                        |                         |
| Etappensieger                     | Michael Rasmussen      | 4:49:40 h (34,177 km/h) |
| Zweiter                           | Iban Mayo              | + 2:47 min              |
| Dritter                           | Alejandro Valverde     | + 3:12 min              |
| Vierter                           | Christophe Moreau      | + 3:13 min              |
| Fünfter                           | Fränk Schleck          | gl. Zeit                |
| Sechster                          | Cadel Evans            | gl. Zeit                |
| Siebter                           | Andrei Kaschetschkin   | gl. Zeit                |
| Achter                            | Alberto Contador       | + 3:31 min              |
| Neunter                           | Denis Menschow         | + 3:35 min              |
| Zehnter                           | Carlos Sastre          | gl. Zeit                |
| Kämpferischster Fahrer            | Michael Rasmussen      | Michael Rasmussen       |
| Zwischenstände nach der 8. Etappe |                        |                         |
| Gelbes Trikot                     | Michael Rasmussen      | 39:37:42 h              |
| Zweiter                           | Linus Gerdemann        | + 0:43 min              |
| Dritter                           | Iban Mayo              | + 2:39 min              |
| Grünes Trikot                     | Tom Boonen             | 147 P.                  |
| Zweiter                           | Erik Zabel             | 134 P.                  |
| Dritter                           | Robert Hunter          | 103 P.                  |
| Gepunktetes Trikot                | Michael Rasmussen      | 82 P.                   |
| Zweiter                           | Sylvain Chavanel       | 42 P.                   |
| Dritter                           | Linus Gerdemann        | 30 P.                   |
| Weißes Trikot                     | Linus Gerdemann        | 39:38:25 h              |
| Zweiter                           | Alberto Contador       | + 2:27 min              |
| Dritter                           | Kanstanzin Siuzou      | + 5:35 min              |
| Teamwertung                       | Rabobank               | 119:02:30 h             |
| Zweiter                           | Caisse d’Epargne       | + 1:18 min              |
| Dritter                           | Team Astana            | + 2:37 min              |

Die 8. Etappe der Tour de France 2007 am 15. Juli war 165 Kilometer lang und führte die Fahrer von Le Grand-Bornand südostwärts durch die südöstliche Region Rhône-Alpes, im Einzelnen durch die Départements Haute-Savoie und Savoie, nach Tignes. Die zweite Bergetappe durch die Alpen wies sechs Bergwertungen auf. Mit dem Schlussanstieg nach Tignes wartete die erste Bergankunft der diesjährigen Tour auf die Fahrer.
Die mit sechs Bergwertungen gespickte Etappe begann erneut sehr unruhig. Zunächst bildeten Stefan Schumacher, Lilian Jégou, Stéphane Augé, Alexander Jefimkin und Marcel Sieberg eine fünfköpfige Ausreißergruppe. Sie erreichten mit nur 20 Sekunden Vorsprung die erste Bergwertung am Col du Marais bei Rennkilometer 15,5. Gemeinsam fuhr das Quintett auch in den Anstieg zur Côte du Bouchet Mont-Charvin ein, jedoch fielen zunächst Sieberg und Jégou und wenig später auch Augé und Jefimkin zurück. Hinter dem alleinigen Führenden Schumacher bildete sich eine neue Verfolgergruppe, die mit geringem Rückstand nach ihm den Kulminationspunkt erreichte.
Auf der Abfahrt setzte sich dann Thomas Voeckler an die Spitze des Rennens. Ihm folgte eine namhafte 15-köpfige Verfolgergruppe, in der sich neben Schumacher auch Jens Voigt, David Millar, George Hincapie, Bernhard Kohl, Michael Rogers, Juan Manuel Gárate und Sandy Casar befanden. Sie hatte sich nach 23 Kilometern zusammengesetzt und holte Voeckler im Anstieg zum Col de Tamié ein. So lagen schließlich, nachdem sich die Verfolgergruppe zuvor etwas vergrößert hatte, 20 Fahrer in Führung. Das Hauptfeld mit den Favoriten gewährte der Ausreißergruppe jedoch nur einen geringen Vorsprung, der maximal auf zwei Minuten anstieg. Trotzdem versuchten sich aus dem Peloton heraus immer wieder kleinere Verfolgungsgruppen zu bilden.
Am Fuß des 20 Kilometer langen Anstiegs zum Cormet de Roselend befanden sich noch 18 Fahrer in der Führungsgruppe, die im Anstieg aber dann auseinanderfiel. Aus dem Hauptfeld heraus attackierte unterdessen Michael Rasmussen, dem mehrere Fahrer folgten, während in der Ausreißergruppe inzwischen Bernhard Kohl nach einer Tempoerhöhung alleine unterwegs war. Hinter Kohl bildete sich eine Fünfergruppe um Michael Rasmussen, der zu einigen Fahrern der ehemaligen Spitzengruppe aufgeschlossen hatte. Kohl musste in der Folge seinem Antritt Tribut zollen und wurde alsbald von der Gruppe um Rasmussen und Rogers eingeholt. Den Gipfel erreichte schließlich eine sechsköpfige Gruppe mit den Fahrern Michael Rasmussen, Michael Rogers, Bernhard Kohl, David Arroyo, Stéphane Goubert und Antonio Colom. Dahinter folgte eine siebenköpfige Verfolgergruppe mit 1:15 Minuten Rückstand und eine weitere vierköpfige, insgesamt 3:44 Minuten zurück. Mit Christophe Le Mével befand sich noch ein einzelner Fahrer zwischen der Führungs- und der ersten Verfolgergruppe. Der Rückstand des Hauptfeldes war währenddessen auf 5:07 Minuten angestiegen.
Auf der Abfahrt vom Cormet de Roselend kamen Arroyo und Rogers in einer Linkskurve zu Fall, wodurch sich die Führungsgruppe kurzzeitig auf vier Fahrer verkleinerte. Am Ende der Abfahrt hatten Arroyo und Rogers aber wieder den Anschluss gefunden, jedoch war Rogers hinauf zum Montée d’Hauteville der erste Fahrer, der dem Tempo Rasmussens nicht mehr folgen konnte. Kohl und Goubert mussten die drei verbliebenen Fahrer wenig später ebenfalls ziehen lassen. Der Australier Rogers gab das Rennen sogar wenig später unter Tränen ganz auf. Rasmussen und seine zwei Mitstreiter erreichten den Gipfel gemeinsam, wobei Rasmussen alleine die Führungsarbeit leistete und den Vorsprung der Gruppe so auf 6:15 Minuten ausbauen konnte. Die Verfolgergruppe war inzwischen auch bereits 4:55 Minuten zurück. Als es in den Schlussanstieg nach Tignes ging, fiel zunächst Arroyo und Augenblicke später auch Colom zurück, so dass Rasmussen alleine in Führung lag. Im Peloton war Christophe Moreau der erste aus dem erweiterten Favoritenkreis, der eine ernstzunehmende Attacke lancierte. Zu ihm schlossen nach kurzer Zeit Iban Mayo, Alejandro Valverde, Cadel Evans, Jaroslaw Popowytsch, Alberto Contador, Fränk Schleck und Andrei Kaschetschkin auf. Andreas Klöden und Alexander Winokurow, die durch ihre Stürze auf der 5. Etappe geschwächt waren, hatten vorerst keine Chance dem Tempo der anderen Fahrer zu folgen. Da sich die Gruppe um Moreau jedoch zunächst nicht einig war, setzte Mayo eine weitere Attacke und konnte sich leicht lösen. Wenig später schloss die Verfolgergruppe jedoch wieder zu ihm auf. Somit war zunächst eine achtköpfige Gruppe in der Verfolgung des Führenden Rasmussen, die jedoch nach einer erneuten Tempoverschärfung von Moreau auf sieben Fahrer schrumpfte, da Popowytsch nicht mehr folgen konnte. Weitere Tempoverschärfungen von Valverde und Moreau brachten jedoch keine weitere Selektion und führten lediglich dazu, dass Rasmussen den Abstand in etwa konstant bei vier Minuten halten konnte und der Abstand zur Gruppe um Klöden und Winokurow nicht größer als eine Minute wurde. Als jedoch Carlos Sastre und Denis Menschow in der Klöden-Winokurow-Gruppe angriffen, zerfiel diese, während die Gruppe um Moreau nach einem Defekt bei Contador auf sechs Fahrer geschrumpft war. Während sich die Favoriten noch belauerten, erreichte Michael Rasmussen als Solist souverän das Ziel und gewann die Etappe mit 2:47 Minuten Vorsprung auf Iban Mayo und 3:12 Minuten Vorsprung auf Alejandro Valverde, der den Sprint für sich entscheiden konnte. Winokurow erreichte gemeinsam und unter großer Mithilfe von Klöden das Ziel mit einem Rückstand von 4:29 Minuten. Drei Fahrer, darunter die beiden Sprinter Robbie McEwen und Danilo Napolitano, erreichten das Ziel deutlich nach dem errechneten Zeitlimit von 40:34 Minuten und wurden folglich disqualifiziert. Für sie endete die Rundfahrt.
Michael Rasmussen übernahm durch seinen Sieg das Gelbe Trikot von Linus Gerdemann, der mit 5:05 Minuten Rückstand das Ziel erreichte und auf den zweiten Platz zurückfiel, aber das Weiße Trikot verteidigte. Zudem sicherte sich Rasmussen auch die Führung in der Bergwertung mit deutlichem Vorsprung auf den Franzosen Sylvain Chavanel. Im Grünen Trikot behauptete der Belgier Tom Boonen seine Führung und die Rabobank-Mannschaft löste nach nur einem Tag das T-Mobile Team an der Spitze der Mannschaftswertung ab.
Nach dem Rennen ereignete sich ein folgenschwerer Unfall zwischen dem Deutschen Patrik Sinkewitz vom T-Mobile Team und einem Zuschauer. Sinkewitz, der sich auf seinem Rennrad fahrend ohne Helm auf dem Weg zum Mannschaftshotel befand, kollidierte in voller Fahrt mit einem Zuschauer. Während Sinkewitz, der unmittelbar nach dem Unfall nicht ansprechbar war, mit einem offenen Nasenbruch und dem Verdacht auf eine Gehirnerschütterung ins Krankenhaus gebracht wurde, verlor der aus Luxemburg stammende Zuschauer das Bewusstsein und fiel ins Koma. Er wurde ebenfalls mit dem Rettungshubschrauber in ein nahegelegenes Krankenhaus gebracht.

## Aufgaben
- 021 Michael Rogers – während der Etappe, Eckgelenkssprengung in der rechten Schulter und Schürfwunden nach Sturz auf der Abfahrt vom Cormet de Roselend
- 023 Mark Cavendish – während der Etappe, Erschöpfung und Folgen mehrerer Stürze auf den vorangegangenen Etappen
- 035 Stuart O’Grady – während der Etappe, Pneumothorax, drei minderschwere Brüche am 1., 2. und 3. Wirbel, fünf Rippenbrüche, Bruch des Schulterblattes und Verstauchung des Schultereckgelenks nach Sturz auf der Abfahrt vom Cormet de Roselend
- 134 Romain Feillu – während der Etappe
- 146 Iván Parra – während der Etappe, anhaltende Magenprobleme

## Disqualifikationen
- 046 Robbie McEwen – nach der Etappe, Überschreitung des Zeitlimits
- 086 Danilo Napolitano – nach der Etappe, Überschreitung des Zeitlimits
- 136 Cédric Hervé – nach der Etappe, Überschreitung des Zeitlimits

## Zwischensprints

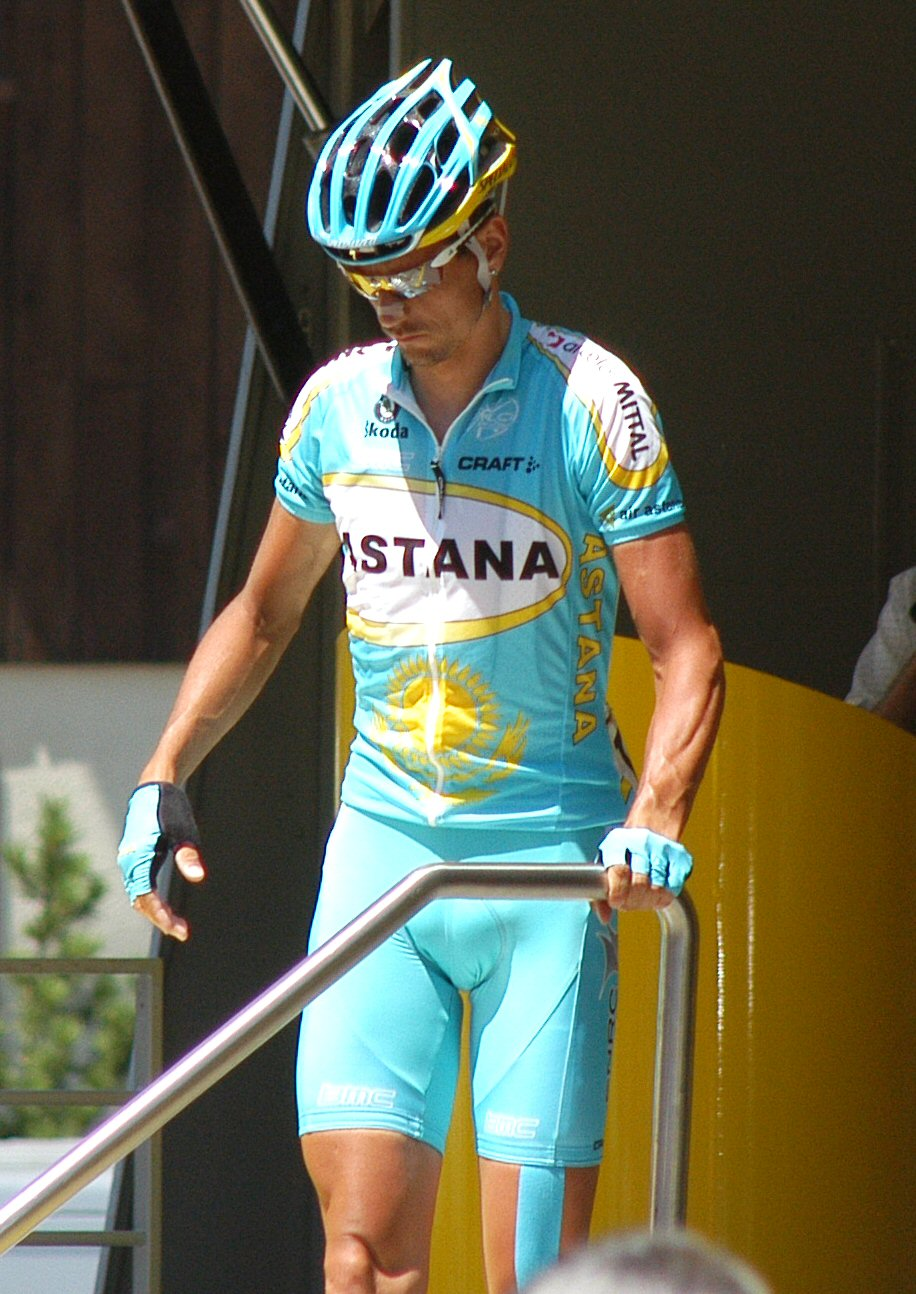
Andreas Klöden vom Team Astana bei der Einschreibkontrolle

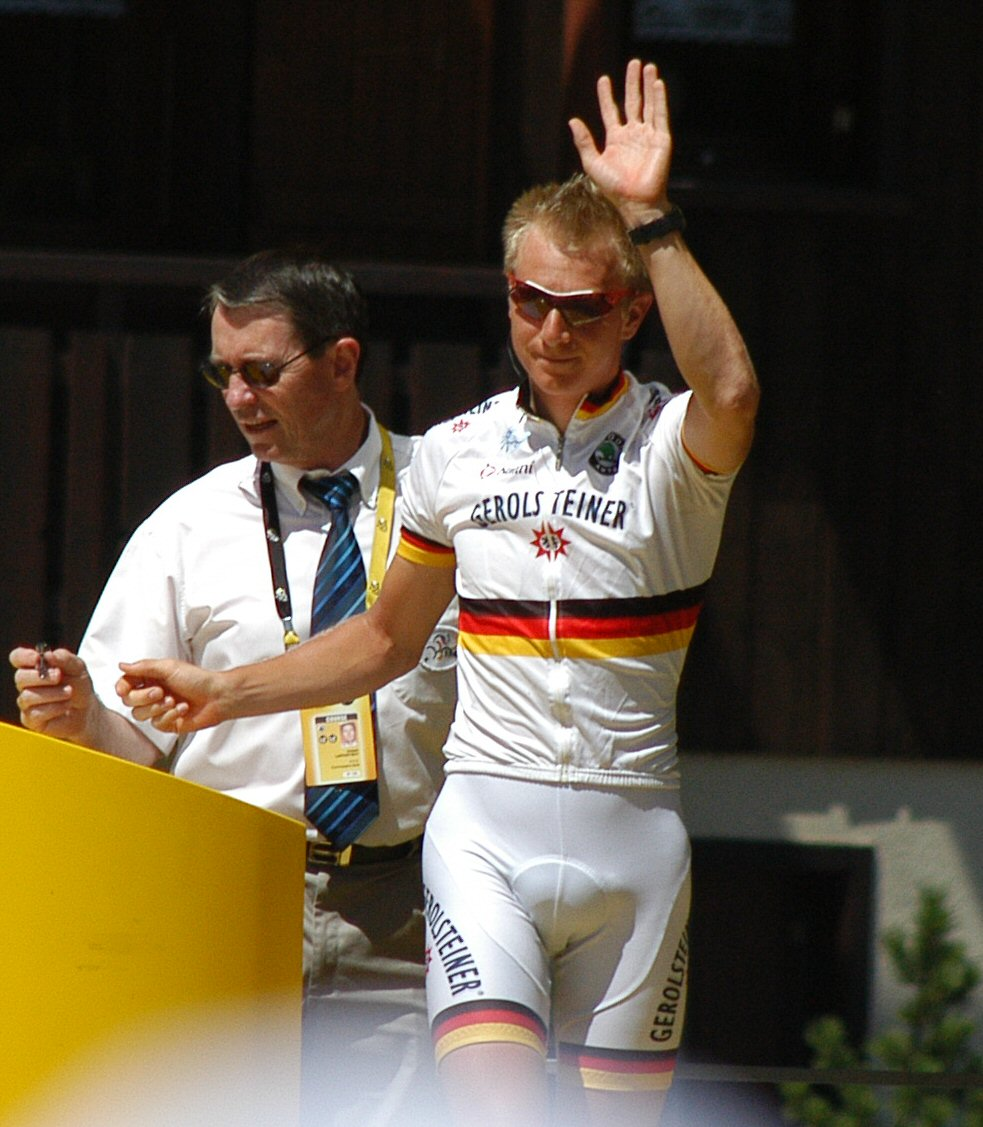
Der Deutsche Meister Fabian Wegmann beim Einschreiben vor dem Etappenstart

1. Zwischensprint in Faverges (Kilometer 36) (517 m ü. NN)
| Erster  | Thomas Voeckler  | 6 P. und 6 s |
| Zweiter | Lilian Jégou     | 4 P. und 4 s |
| Dritter | Stéphane Goubert | 2 P. und 2 s |

2. Zwischensprint in Albertville (Kilometer 60) (317 m ü. NN)
| Erster  | Frederik Willems  | 6 P. und 6 s |
| Zweiter | Stefan Schumacher | 4 P. und 4 s |
| Dritter | Antonio Colom     | 2 P. und 2 s |

## Bergwertungen
Col du Marais, Kategorie 4 (Kilometer 15,5) (843 m ü. NN; 3,8 km à 4,1 %)
| Erster  | Stefan Schumacher  | 3 P. |
| Zweiter | Alexander Jefimkin | 2 P. |
| Dritter | Marcel Sieberg     | 1 P. |

Côte du Bouchet-Mont-Charvin, Kategorie 3 (Kilometer 22) (931 m ü. NN; 2,0 km à 7,1 %)
| Erster  | Stefan Schumacher  | 4 P. |
| Zweiter | Juan Manuel Gárate | 3 P. |
| Dritter | Gorka Verdugo      | 2 P. |
| Vierter | Stéphane Goubert   | 1 P. |

Col de Tamié, Kategorie 2 (Kilometer 46,5) (907 m ü. NN; 9,5 km à 4,0 %)
| Erster   | Thomas Voeckler   | 10 P. |
| Zweiter  | Stefan Schumacher | 9 P.  |
| Dritter  | Stéphane Goubert  | 8 P.  |
| Vierter  | David Millar      | 7 P.  |
| Fünfter  | Bernhard Kohl     | 6 P.  |
| Sechster | Michael Rogers    | 5 P.  |

Cormet de Roselend, Kategorie 1 (Kilometer 99,5) (1967 m ü. NN; 19,9 km à 6,0 %)
| Erster   | Michael Rasmussen   | 15 P. |
| Zweiter  | Bernhard Kohl       | 13 P. |
| Dritter  | Stéphane Goubert    | 11 P. |
| Vierter  | David Arroyo        | 9 P.  |
| Fünfter  | Michael Rogers      | 8 P.  |
| Sechster | Antonio Colom       | 7 P.  |
| Siebter  | Christophe Le Mével | 6 P.  |
| Achter   | George Hincapie     | 5 P.  |

Montée d’Hauteville, Kategorie 1 (Kilometer 136,5) (1639 m ü. NN; 15,3 km à 4,7 %)
| Erster   | Michael Rasmussen   | 15 P. |
| Zweiter  | Antonio Colom       | 13 P. |
| Dritter  | David Arroyo        | 11 P. |
| Vierter  | Sérgio Paulinho     | 9 P.  |
| Fünfter  | George Hincapie     | 8 P.  |
| Sechster | José Iván Gutiérrez | 7 P.  |
| Siebter  | Amets Txurruka      | 6 P.  |
| Achter   | Christophe Le Mével | 5 P.  |

Montée de Tignes, Kategorie 1 (Kilometer 163) (2068 m ü. NN; 18,0 km à 5,4 %)
| Erster   | Michael Rasmussen    | 30 P. |
| Zweiter  | Iban Mayo            | 26 P. |
| Dritter  | Christophe Moreau    | 22 P. |
| Vierter  | Cadel Evans          | 18 P. |
| Fünfter  | Andrei Kaschetschkin | 16 P. |
| Sechster | Fränk Schleck        | 14 P. |
| Siebter  | Alejandro Valverde   | 12 P. |
| Achter   | Alberto Contador     | 10 P. |

*Die Punkte der Bergwertung werden verdoppelt, wenn der letzte Pass der Etappe der Kategorie HC, 1 oder 2 entspricht.